# 寝待温泉
寝待温泉（ねまちおんせん）は、鹿児島県の口永良部島にある温泉。

## 泉質
- 酸性・含硫黄・ナトリウム・塩化物泉

## 温泉街
- 集落内に共同浴場が1軒、湯治小屋が1軒ある。

## 交通
- 自動車 - 口永良部漁港より約15分。